# Aaron Muirhead
Aaron Muirhead (Dumfries, 30 agosto 1990) è un calciatore scozzese, difensore dell'Arbroath in prestito dal Partick Thistle.

## Carriera
Nel 2013, nella finale della Scottish Challenge Cup giocata tra il Partick Thistle e il Queen of the South FC, fu coinvolto in una rissa dopo aver sbagliato un rigore decisivo; un giocatore della squadra avversaria, Chris Higgins, dopo la parata del rigore esultò inappropriatamente prendendo in giro Muirhead che lo colpì violentemente con una testata. Quest ultimo venne ovviamente espulso e ottenne diversi giorni di squalifica.

## Palmarès

### Club

#### Competizioni nazionali
- Scottish Championship: 1

Partick Thistle: 2012-2013
- Scottish League One: 1

Arbroath: 2024-2025